# Pully
Pully este un oraș în Elveția.